# Сорин, Григорий Михайлович
Григорий Михайлович Сорин (азерб. Qriqori Mixayloviç Sorin, 13 января 1894, Ржев — 10 января 1973, Баку) — советский театральный деятель, актёр, Народный артист Азербайджанской ССР (1961).

## Биография
Родился Григорий Сорин 13 января 1894 года в городе Ржеве, Тверской губернии.
В 1913 году завершил обучение в театральном училище Московского филармонического общества. Устроился на службу в театр К. Н. Незлобина, где работал до 1923 года. С 1923 по 1927 годы служил в Театре им. Мейерхольда. С 1927 по 1931 годы в Московском театре Сатиры. С 1931 по 1936 годы работал на сценах в театрах Одессы.
В 1937 году Григорий Сорин был арестован. До 1940 года содержался под стражей, после освобождения служил актёром, режиссёром и художественным руководителем Магаданского эстрадного театра. С 1941 по 1942 годы — актёр Магаданского музыкально-драматического театра им. М.Горького. С 1942 по 1946 годы работал в театрах Калинина (ныне Тверь), Горького (ныне Нижний Новгород).
С 1946 по 1973 годы служил актёром Азербайджанского государственного русского драматического театра им. Самеда Вургуна. Исполнял характерные и комедийные роли.
В 1961 году Сорину было присвоено звание «Народный артист Азербайджанской ССР».
Увлекался разведением голубей, вывел новые породы — «голубь мира» и «английские карьеры».
Проживал в Баку. Умер 10 января 1973 года. Похоронен на II аллее Почётного захоронения города Баку.

## Награды и премии
- Народный артист Азербайджанской ССР — (24.03.1961),
- Заслуженный артист Азербайджанской ССР — (02.02.1956),
- Орден Знак Почёта — (09.06.1959).

## Роли
В театре:
- Перчихин — «Мещане» М.Горького, 1947,
- Робинзон — «Бесприданница» А. Н. Островского, 1955,
- Часовщик — «Кремлевские куранты» Н. Ф. Погодина, 1958,
- Мальволио — «Двенадцатая ночь» У.Шекспира,
- Вафля — «Дядя Ваня» А. П. Чехова, 1969.

### Роли в кино
- 1957 — «Под знойным небом» — озвучивание, дядя Мурсал, роль (Д.Алиева);
- 1962 — «Телефонистка» — Пётр Степанович;
- 1969 — «Я помню тебя, учитель» — беженец;